# Macarthur Football Club
Maillots
Actualités
Dernière mise à jour : 26 février 2024.
Le Macarthur Football Club, plus couramment abrégé en Macarthur FC, est un club australien de football fondé en 2017 et basé dans la ville de Sydney.

## Histoire

### Processus d'admission en A-League
La A-League étant un championnat fermé avec un système de franchise, le Macarthur FC a dû passer à travers un long processus de candidature qui se concrétise finalement en 2019.
Le Macarthur FC est formé lorsque deux projets venant du sud-ouest de Sydney, le United for Macarthur et le South West Sydney FC fusionnent pour renforcer la candidature pour une franchise dans la région. C'est le 20 août 2018 qu'est officiellement créé le Macarthur South West United Football Club qui, plus tard en 2019, est retenu pour rejoindre le championnat national d'élite pour la saison 2020-2021 de A-League.
Le 15 mai 2019, le nom du club, Macarthur Football Club, ainsi que ses couleurs, le noir et l'or, sont dévoilés au grand public au Campbelltown Catholic Club. Le Macarthur FC hérite du surnom de The Bulls (« Les taureaux » en français). Lors du même événement, Ante Milicic est annoncé comme le premier entraîneur du club.
Dès le 15 janvier 2020, le club signe ses premiers joueurs avec Tommy Oar.
Le 18 février 2020, Lang Walker vend 50% de ses actions au club à un consortium de deux hommes d'affaires de Sydney pour un montant d'environ sept millions de dollars.

### Débuts en A-League
Dans un contexte pandémique, le Macarthur FC joue sa première rencontre en A-League le 30 décembre 2020, en s'imposant 1-0 à l'extérieur face aux Western Sydney Wanderers grâce à un but de l'international australien Mark Milligan.

## Stade

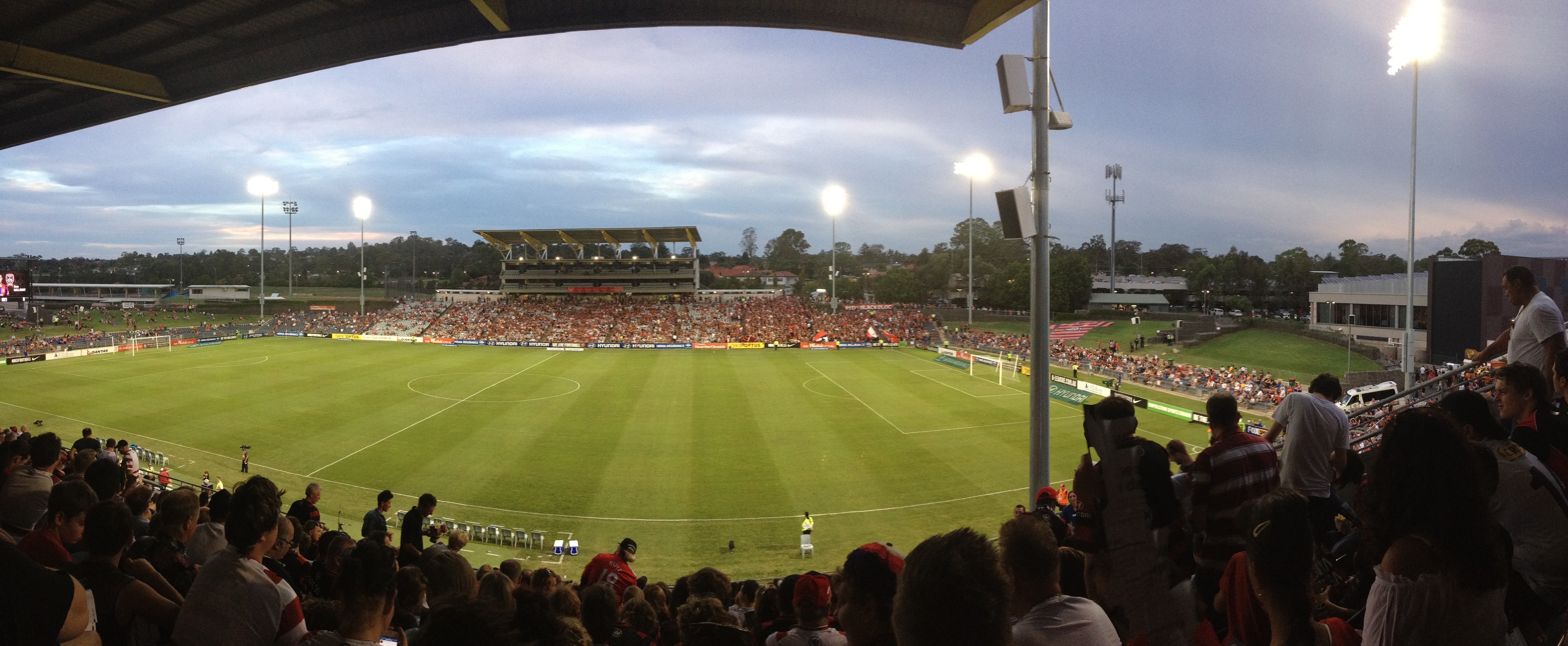
Le Stade Campbelltown en 2013.

Le Macarthur FC joue ses rencontres à domicile au Stade Campbelltown, à Campbelltown. Il dispose d'une surface synthétique et d'une capacité de 20 000 spectateurs. Le stade est actuellement sujet à un vaste projet de rénovations pour développer l'offre de services et l'adapter à la A-League après l'adhésion du Macarthur FC au championnat.

## Bilan sportif

### Palmarès
| Compétitions nationales                              | Compétitions internationales                       |
| - Coupe d'Australie (2) - Vainqueur en 2022 et 2024. | - Coupe de l'AFC - Une participation en 2023-2024. |

### Bilan par saison
| Saison    | Saison régulière | Saison régulière | Saison régulière | Saison régulière | Saison régulière | Saison régulière | Saison régulière | Position | Grand Finals | Coupe d'Australie | Ligue des champions de l'AFC Coupe de l'AFC | Affl. moy. | Meilleur buteur | Meilleur buteur |
| Saison    | M                | V                | N                | D                | BP               | BC               | Pts              | SR       | Grand Finals | Coupe d'Australie | Ligue des champions de l'AFC Coupe de l'AFC | Affl. moy. | Joueur          | B               |
| --------- | ---------------- | ---------------- | ---------------- | ---------------- | ---------------- | ---------------- | ---------------- | -------- | ------------ | ----------------- | ------------------------------------------- | ---------- | --------------- | --------------- |
| 2020-2021 | 26               | 11               | 6                | 9                | 33               | 36               | 39               | 6e/12    | Demi-finale  | Annulée           | Non qualifié                                | 3488       | Matt Derbyshire | 14              |
| 2021-2022 | 26               | 9                | 6                | 11               | 38               | 47               | 33               | 7e/12    | Non qualifié | Huitièmes         | Non qualifié                                | 3118       | Ulises Dávila   | 10              |
| 2022-2023 | 26               | 7                | 5                | 14               | 31               | 48               | 26               | 12e/12   | Non qualifié | Vainqueur         | Non qualifié                                | N/A        | Lachlan Rose    | 6               |
| 2023-2024 | 27               | 11               | 8                | 8                | 45               | 48               | 41               | 5e/12    | Quarts       | Premier tour      | Finale de zone                              | 3525       | Valère Germain  | 16              |
| 2024-2025 | 1                | 1                | 0                | 0                | 6                | 1                | 3                | 1er/13   |              | Vainqueur         |                                             | N/A        |                 |                 |

## Joueurs et personnalités du club

### Entraîneurs
Le tableau suivant présente la liste des entraîneurs du club depuis 2019.
| Rang | Entraîneur      | Nationalité       | Début           | Fin             | Matchs | Victoires | Nuls | Défaites | % victoires | Palmarès                    |
| ---- | --------------- | ----------------- | --------------- | --------------- | ------ | --------- | ---- | -------- | ----------- | --------------------------- |
| 1    | Ante Milicic    | Australie         | 15 mai 2019     | 9 mai 2022      | 56     | 22        | 12   | 22       | 39.29%      |                             |
| 2    | Dwight Yorke    | Trinité-et-Tobago | 15 mai 2022     | 21 janvier 2023 | 18     | 10        | 2    | 6        | 55.56%      | 1x Coupe d'Australie (2022) |
| 3    | Mile Sterjovski | Australie         | 23 janvier 2023 |                 | 57     | 26        | 11   | 20       | 45.61%      | 1x Coupe d'Australie (2024) |